# 10963 van der Brugge
10963 van der Brugge (2088 T-1) là một tiểu hành tinh vành đai chính. Nó được đặt tên cho Aad H. van der Brugge.